# لاجوس سابو
لاجوس سابو (بالمجرية: Szabó Lajos)‏ هو مصارع هاوي مجري، ولد في 23 أبريل 1956 في Berettyóújfalu ‏ في المجر.

## وصلات خارجية
- لاجوس زابو على موقع قاعدة بيانات المصارعة الدولية (الإنجليزية)
- لاجوس زابو على موقع أوليمبيديا (الإنجليزية)